# Daisuke Igarashi
Daisuke Igarashi (jap. 五十嵐 大介, Igarashi Daisuke; * 2. April 1969 in der Präfektur Saitama, Japan) ist ein japanischer Manga-Zeichner.

## Biografie
Igarashi studierte an der Tama-Kunstuniversität. Er nahm im Winter 1993 beim Shiki-Nachwuchswettbewerb des Manga-Magazins Afternoon teil und gewann diesen mit seiner Kurzgeschichte Ohayashi ga kikoeru hi, die daraufhin in der Februar-Ausgabe 1994 des Afternoon erschien und zu seiner ersten Veröffentlichung als professioneller Zeichner wurde. Es folgten weitere Arbeiten für Afternoon.
Seine erste längere Manga-Serie trug den Titel Hanashippanashi und erschien im Afternoon von Juli 1994 bis August 1996. Sie besteht aus mehreren eigenständigen Geschichten, die alle Menschen in den Vordergrund stellen, die in ihrem Alltag übernatürlichen Wesen begegnen und durch diese nachhaltig geprägt werden. Die circa 490 Seiten umfassende Comicserie erschien beim Kōdansha-Verlag in drei Sammelbänden. Ein weiterer Sammelband mit einigen seiner Kurzgeschichten, die er für Afternoon gezeichnet hat, erschien 2002 bei Kōdansha unter dem Titel Soratobi tamashii.
Von Juni 2003 bis Januar 2005 erschien im Manga-Magazin Ikki eine weitere Manga-Serie aus seiner Feder, Majo (dt. „Hexe“). Auch der Manga besteht aus einigen nicht zusammenhängenden Geschichten. In Majo stellt er Frauen mit übernatürlichen Fähigkeiten, Hexen, in den Vordergrund. Die Geschichten spielen an unterschiedlichen Teilen der Welt, sowohl in Österreich als auch in Japan. Für Majo, das beim Shōgakukan-Verlag in zwei Sammelbänden herausgegeben wurde, gewann Igarashi 2004 beim achten Japan Media Arts Festival den Preis für Exzellenz, die französische Übersetzung war 2007 beim Festival International de la Bande Dessinée d’Angoulême als „bestes Album“ nominiert.
Von 2004 bis 2005 erschien im Afternoon Igarashis Manga Little Forest über Geschichten rund um den Alltag in ländlichen Gegenden Japans. Für Little Forest war er 2006 für den Osamu-Tezuka-Kulturpreis nominiert.
Er steuerte dem Band Japan eine Geschichte bei. Japan erschien 2006 im Zuge der La Nouvelle Manga-Bewegung des französischen Comiczeichners Frédéric Boilet in vier Sprachen gleichzeitig und beinhaltet Werke siebzehn japanischer und französischer Comiczeichner.
Seit Februar 2006 zeichnet er an einer weiteren Serie für Ikki, Kaijū no Kodomo. Darin geht es um ein Mädchen, das auf zwei Jungen trifft, die im Meer mit Dugongs aufgewachsen sind und überdurchschnittlich lange unter Wasser bleiben können. Der Manga war 2008 und 2009 für den Osamu-Tezuka-Kulturpreis nominiert.

## Stil
Sein Stil wird oft mit dem Hayao Miyazakis verglichen. Miyazakis Film Mein Nachbar Totoro ist eine seiner größten Inspirationen.
Igarashi behandelt vorwiegend ökologische Themen, die er mit übernatürlichen Elementen verbindet. Seine Faszination für die Natur und den Willen, diese in seinen Werken auszudrücken, führt Igarashi auf seine Kindheit zurück, in der er oft bei hunderte Jahre alten Bäumen neben einem alten Tempel spielte. „Als ich jeden Tag inmitten dieser Bäume gespielt habe, war ich von ihrer Schönheit überwältigt, und ich wollte versuchen, ein wenig von dieser Schönheit auf Papier zu bringen. So habe ich angefangen.“
Igarashis Werk wurde ins Chinesische, Französische, Italienische und Spanische übersetzt. Die Manga-Zeichnerin Yuki Urushibara, bekannt für Mushishi, wurde von ihm beeinflusst.

## Werke
- Ohayashi ga kikoeru hi (お囃子が聞こえる日), 1994
- Hanashippanashi (はなしっぱなし), 1994–1996
- Soratobi tamashii (そらトびタマシイ), 1998
- Kuma koroshi shin nusumi Tarō no namida (熊殺し神盗み太郎の涙), 1999
- Sunakake (すなかけ), 2000
- Le Pain et le Chat, 2002
- Majo (魔女), 2003–2005
- Little Forest (リトル・フォレスト, Ritoru Foresuto), 2004–2005. (2018 verfilmt)
- Kaijū no Kodomo (海獣の子供), seit 2006